# Oleguer Junyent
Oleguer Junyent i Sans (Barcelona, 1876-1956) fue un pintor y escenógrafo español.

## Biografía
En palabras de Josep Mestres i Cabanes:

Su estilo es una pintura vivaz centrada en el paisaje y la naturaleza muerta. De temperamento espontáneo, adaptó la escuela de los grandes maestros. Era poseedor de extensos conocimientos arqueológicos y artísticos debido a sus largos viajes de estudio por el mundo. Pintó magníficas decoraciones por el Liceo, muy cerca de Vilumara. Conocedor del mundo del arte por los numerosos apuntes y cuadros realizados, llegó a perfeccionarse en esta clase de pintura.

Fue hermano del pintor y crítico de arte Sebastià Junyent, y nieto de Sebastián Junyent i Comes, organizador de los famosos carnavales barceloneses de finales del siglo XIX.
Estudió en la Escuela Llotja (1890-1895), de la mano de Félix Urgellès, Miquel Moragas, y Francesc Soler Rovirosa. Empezó a publicar dibujos en L'Esquella de la Torratxa, enseguida colaboró con el Gran Teatro del Liceo con escenografías wagnerianas, como El crepúsculo de los dioses, o las de la ópera Louise, de Gustave Charpentier, y La vida breve, de Manuel de Falla.
Como interiorista, en 1902 realizó las pinturas que decoran «la pecera» del Círculo del Liceo y en 1905 junto con Gaspar Homar participó en la decoración de la Casa Burés, donde Junyent hace seis pinturas murales para el salón principal de cuentas infantiles de origen germánico. Junto con su amigo Mauricio Vilomara decora la Caja Vilumara, propiedad de la familia de este último, en la nueva sede de La Rambla (actual Museo de Cera).
Después de viajar por Europa y de instalarse en París, donde fue discípulo de Cartezat, emprendió una vuelta al mundo, el resultado fue el libro Roda el món y torna al Born (1910). Posteriormente, publicó Viaje de un escenógrafo a Egipto (1919) y Mallorca, fotografías de la «Isla Dorada» (1920).
Participó con la organización de la Exposición del Mueble y Decoración (1923) y en la Exposición Internacional de Barcelona de 1929, para quien hizo un cartel con la imagen de la Dama de Elche.
Como ilustrador hizo las portadas de:
- Cuadros de la ciudad de José Sixto Álvarez (Fray Mocho), edición 1906.
- Cartas de mujeres de Jacinto Benavente, edición 1912.
- Salomé, de Oscar Wilde, edición 1926.
- Guía de la Costa Brava de Josep Pla (sobrecubierta), edición 1955.

Más adelante, deja la escenografía y se centró en la pintura, ganando el concurso «Barcelona vista por sus Artistas» en 1930. Fue compañero de viajes de Francesc Cambó y su consejero artístico. Fue presidente del Real Círculo Artístico de Barcelona de 1925 a 1927.

## Coleccionismo
Fue uno de los más importantes proveedores de obras para coleccionistas como Lluís Plandiura, el coleccionista privado más importante de arte medieval, o Francesc Cambó, al que asesoró también en la compra de arte europeo y al que le unía una buena amistad incluso en los años del exilio.
Al mismo tiempo Junyent iría construyendo una interesante colección propia donde destacaban algunas piezas de escultura, cerámica o hierro forjado. Junyent se dedicaría al coleccionismo hasta dedicarse a la pintura como su hermano Sebastiá. 
Oleguer Junyent formó parte durante años de la Junta de Museus de Catalunya en un período donde se adquirieron y rescataron algunas de las mejores obras del Museu Nacional d'Art de Catalunya.